# Wahan Biczachczian
Wahan Wartani Biczachczian (orm. Վահան Վարդանի Բիչախչյան, ur. 9 lipca 1999 w Giumri) – ormiański piłkarz występujący na pozycji ofensywnego pomocnika w polskim klubie Legia Warszawa oraz w reprezentacji Armenii.

## Kariera klubowa
Wychowanek klubu Szirak Giumri z rodzinnego miasta Giumri. W sezonie 2016/17 wywalczył z tym zespołem Puchar Armenii. Latem 2017 roku przeniósł się do MŠK Žilina, gdzie występował przez 4,5 sezonu na poziomie Fortuna Ligi. W styczniu 2022 roku podpisał trzyipółletni kontrakt z Pogonią Szczecin prowadzoną przez Kostę Runjaicia.
16 stycznia 2025 podpisał dwuletni kontakt z Legią Warszawa.

## Życie prywatne
Jest synem Wartana Biczachcziana – byłego piłkarza Sziraka Giumri i Miki Erywań, obecnie trenera piłkarskiego.

## Sukcesy
Szirak Giumri
- Puchar Armenii: 2016/17

Pogoń Szczecin
- Finał Pucharu Polski 2023/2024

 Legia Warszawa
- Puchar Polskiː 2024/2025 [4]
- Superpuchar Polski:  2025[5]